# Idioma dyirringanj
Dyirringañ, también deletreado Dyirringany y Djiringanj, es un idioma aborigen australiano del pueblo Yuin de Nueva Gales del Sur.
No aparece en Bowern (2011), pero la gente es étnicamente Yuin. La única atestación del idioma son los manuscritos y una gramática que datan de 1902. A veces se clasifica con Thawa como un dialecto del Southern Coastal Yuin.
La Escuela Pública de Bermagui, una escuela primaria en Bermagui, ha enseñado idiomas aborígenes locales, incluidos Djiringanj y el idioma dhurga, junto con las culturas asociadas, desde 2019.